# Тростянка (Черниговская область)
Тростя́нка (укр. Тростянка) – село, расположенное на территории Борзнянского района Черниговской области (Украина). Расположено в 22 км на северо-восток от райцентра Борзны. Население — 622 чел. (на 2006 г.). 
Адрес сельского совета: 16414, Черниговская обл., Борзнянский район, село Тростнянка, тел. 2-95-41.
Основано в конце XVI века на месте древнего городища Киевской Руси (XII век) на северном берегу р. Дочь, с юга защищено болотами (см. "Описание старой Малороссии. Том 2. Полк Нежинский").  После 1618 года село находилось под властью Польши. Значительно расширилось после 1625 года. В ходе освободительной войны в 1648 году перешло на сторону Богдана Хмельницкого.
Согласно присяжных книг Нежинского полка 1654 года село под названием Старосвитское Городище входило в Шаповаловскую казачью сотню. После 1654 года именовалось Городищем, по данным генерального следствия 1729-1730 годов при гетмане Самойловиче село Тростянка относилось к Батуринскому замку, при гетмане Мазепе отдано охочепехотному сердючскому полковнику Дмитрию Чечелю, в 1709 году Универсалом гетмана Скоропадского  отдано во вечное владение вдове полковника Пашковского. От последней перешло зятю Пашковского - бунчуковому товарищу Павлу Раковичу, а за тем Жураковским.
По переписи 1723 года: казаков грунтовых 18 дворов, казаков убогих 9 дворов и подсоседков 3 хаты, крестьян бунчукового товарища Павла Раковича грунтовых 4 двора, убогих 9 дворов.
По переписи 1781 года: казаков 89 дворов (151 хата), крестьян бунчукового товарища Жураковского 7 дворов, 9 хат и разных владельце 6 дворов 6 хат.
Государственный архив Черниговской области на хранении имеет исповедные ведомости и метрические книги по православной Михайло-Архангельской церкви с.Тростянка за период с 1796 по 1877 год.
Согласно списка населенных пунктов Борзенского уезда (с хуторами и владельцами) Черниговской губернии в 1917 году с.Тростянка с х.Дубина входило в Шаповаловскую волость.
В годы Второй мировой войны 420 жителей сражались с немецко-фашистскими захватчиками. 203 человека отдали свою жизнь за Родину. В 1958 году в селе установлен памятник воинам, павшим за освобождение села от гитлеровских оккупантов. В 1971 году установлен обелиск Славы односельчанам, погибшим в период Второй мировой войны.
В послевоенный период в селе находилась центральная усадьба колхоза имени Крупской, за которым было закреплено 3336 га сельскохозяйственных угодий, в том числе 2636 га пахотной земли. Хозяйство выращивало зерновые культуры, картофель, лён, занималось мясо-молочным скотоводством.
5 мая 2012 года, в субботу 3-й седмицы по Пасхе, епископ Нежинский и Прилуцкий Ириней освятил престол и совершил Божественную литургию в Михайловской церкви села Тростянка. На малом входе архипастырь за усердное служение Церкви Божией ко дню Святой Пасхи возвел  в сан протоиерея настоятеля храма священника Стефана Бобикайло.